# Carl Gustaf

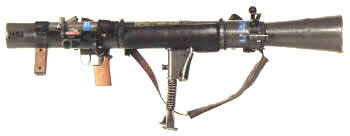
Схематичне зображення РПГ «Карл Густав»

«Карл Густав» (англ. Carl Gustaf, швед. Granatgevär m/48 (Grg m/48), Carl Gustaf) — шведський ручний протитанковий гранатомет, виробництва компанії Saab Bofors Dynamics (колишня Bofors Anti-Armour AB), що перебуває на озброєнні Збройних сил Швеції, США та в арміях багатьох інших країн. Призначений для боротьби з бронетанковою технікою, знищення живої сили противника, що перебуває в легких укриттях, на вогневих позиціях, а також для створення димових завіс і освітлення місцевості.
Гранатомет «Карл Густав» є одним з найкращих зразків зброї цього класу у світі і прекрасно зарекомендував себе у складних умовах як потужний та універсальний бойовий інструмент піхоти. РПГ сімейства «Карл Густав» має довгу й видатну історію. Базовий зразок РПГ під індексом М1 був створений у 1946 році на основі протитанкової рушниці Carl Gustaf Pvg m/42, безперервно модернізується для задоволення потреб експлуатантів.

## Історія
На початку 1940-х років шведські інженери збройової фірми Bofors Anti-Armour AB Гуго Абрамсон та Гаральд Джентцен почали розробку ручної протитанкової зброї для озброєння піхотного відділення та можливості вести стрільбу з плеча. Їхньою першою розробкою стала 20-мм протитанкова рушниця m/42, прийнята на озброєння в 1942 році, яка працювала за безвідкатним принципом і стріляла бронебійними пострілами. Ефективність таких боєприпасів проти танків уже до середини Другої світової війни була мінімальна, і тому в середині 1940-х років шведи розпочали розробляти безвідкатну систему, яка стріляла б каліберними бронебійними боєприпасами з кумулятивною бойовою частиною.
У 1948 році на озброєння шведської армії був прийнятий 84-мм однозарядний динамо-реактивний (безвідкатний) гранатомет m/48 (повна назва «Granatgevär 8.4cm m/48 Carl-Gustaf»). Однак на відміну від світових аналогів того часу — гладкоствольних «Базук» армії США, британських PIAT та німецьких Panzerschreck — «Карл Густав» мав нарізні стволи.
Таке рішення дало змогу шведським конструкторам досягти значних переваг над конкурентами: Carl Gustaf стріляв гранатами зі швидкістю 290 м/с, тоді як Панцершрек чи базука мали початкову швидкість близько 105 м/с, а англійський PIAT — 135 м/с. Відповідно, шведська зброя мала набагато більші влучність та дальність ураження цілей, яка сягала аж 700 м. Водночас уражати рухомі цілі гранатомет міг тільки на відстань до 400 м, не більше.
У наступні десятиліття гранатомет «Карл Густав» (названий так на честь шведського короля) отримав у світі велике поширення, завдяки простій конструкції й широкому вибору боєприпасів. Крім протитанкових кумулятивних гранат, для «Карл Густав» у світі розроблені й випускаються осколково-фугасні та осколкові боєприпаси для боротьби з піхотою противника, запальні, димові й освітлювальні гранати, спеціальні навчальні підкаліберні модулі тощо.
Цей гранатомет надійшов на озброєння багатьох країн світу і став основною протитанковою зброєю рівня група-відділення у переважній більшості європейських армій.
У 1964 році була випущена оновлена версія гранатомета «Карл Густав», яка невдовзі також надійшла на заміну старої версії до більшості армій світу.
Наприкінці 1980-х років гранатомет Carl Gustaf піддався єдиній більш-менш серйозній модифікації — сталевий ствол був замінений на значно легший композитний, що складається з тонкостінного сталевого лейнера й зовнішньої оболонки зі склопластику. Однак навіть у цьому варіанті, прийнятому на озброєння у Швеції під індексом m/86, а у світі відомому як Carl Gustaf М3, загальна вага системи (10 кг) значно більше, ніж у його основного конкурента — радянського гранатомета РПГ-7. Окрім того, заряджання з казенної частини значно ускладнює використання гранатометів Carl-Gustaf одним військовим — штатна обслуга гранатомета складається з двох осіб, стрільця та того, хто заряджає. Проте гранатомети Carl Gustaf перебувають на озброєнні в десятках армій світу, включаючи Бельгію, США, Індію та багато інших. Боєприпаси для Carl Gustaf також виробляються не тільки у Швеції, а й у Бельгії та Індії.

### M4

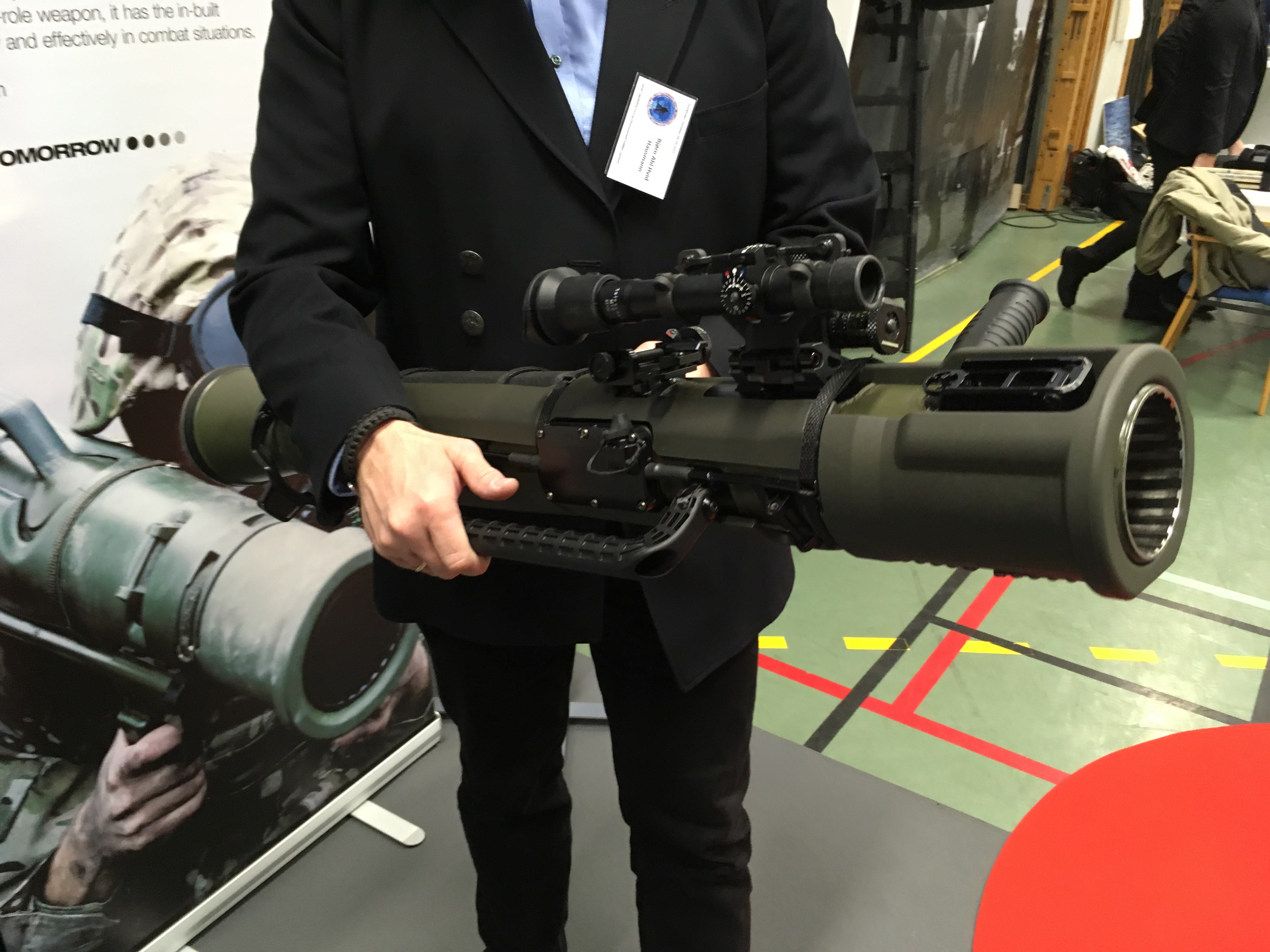
РПГ «Карл Густав M4»

У 2014 році була представлена четверта, удосконалена версія ганатомета — Carl Gustaf M4. Вага нової моделі при довжині менше 1000 мм становить всього 6,8 кг, що досягнуто шляхом використання титанового лайнера та вуглепластикового кожуха. Також на відміну від попередніх модифікацій, солдат може носити CGM4 зарядженим, що значно скорочує час реакції.
Виробники зазначають, що модель M4 значно покращила ергономіку, що зробило її набагато зручнішою у пристосуванні до індивідуальних особливостей кожного стрільця. Вона має регульований упор для плечей і регульовану передню опору ручки ствола.
За твердженнями виробників, Carl-Gustaf M4 був створений з урахуванням перспективних вимог, тому сумісний з інтелектуальними системами спостереження і готовий до застосування програмованих боєприпасів. Система прицілювання також була вдосконалена, що дозволило використовувати не тільки механічний, а й так званий пристрій для прицілювання «червона крапка», а також багатофункціональні прилади прицілювання останнього покоління, що істотно поліпшують результати вогню та ще більше скорочують час прицілювання.
Станом на початок 2021 рік було підписано контракти з 14 країнами на постачання Carl-Gustaf M4.

## Будова
Гранатомет M2/M3 «Карл Густав» складається з нарізного ствола з казенником, ударно-спускового механізму, пристроїв утримання і прицілу. Казенник містить сопло і розтруб, з'єднаний зі стволом шарнірно. Для заряджання слід повернути кільце казенника, котре запирає, і відкинути його вліво-вгору по поздовжній осі, вкласти постріл і провести замикання. Навчена та добре тренована обслуга гранатомета з двох чоловіків може довести швидкострільність до 6 постр./хв., помічник гранатометника (заряджаючий) розташовується збоку позаду, для прискорення його роботи на сопло іноді одягають чохол, що оберігає руку від опіків. Поки казенник не буде повністю замкнено, ударно-спусковий механізм не діє. Повноту замикання помічник гранатометника може визначити за спеціальним покажчиком. При перезарядженні стріляна гільза, що осіла, легко викидається або виштовхується з стволу наступним пострілом.
Ударно-спусковий механізм змонтований у трубці з правого боку ствола, для його зведення слід подати вперед важіль, розташований позаду пістолетного руків'я. На пістолетному руків'ї зліва змонтований прапорець запобіжника. Знизу ствола кріпляться кожух, плечовий упор, пістолетне руків'я, переднє руків'я утримання. Попереду плечового упору кріпиться трубчаста двонога сошка, яка використовується при стрільбі з бруствера окопу, борта БТР тощо. Сошку можна пересунути до дуловій частині ствола. Справа на стволі кріпиться ремінь для перенесення.

### Приціл

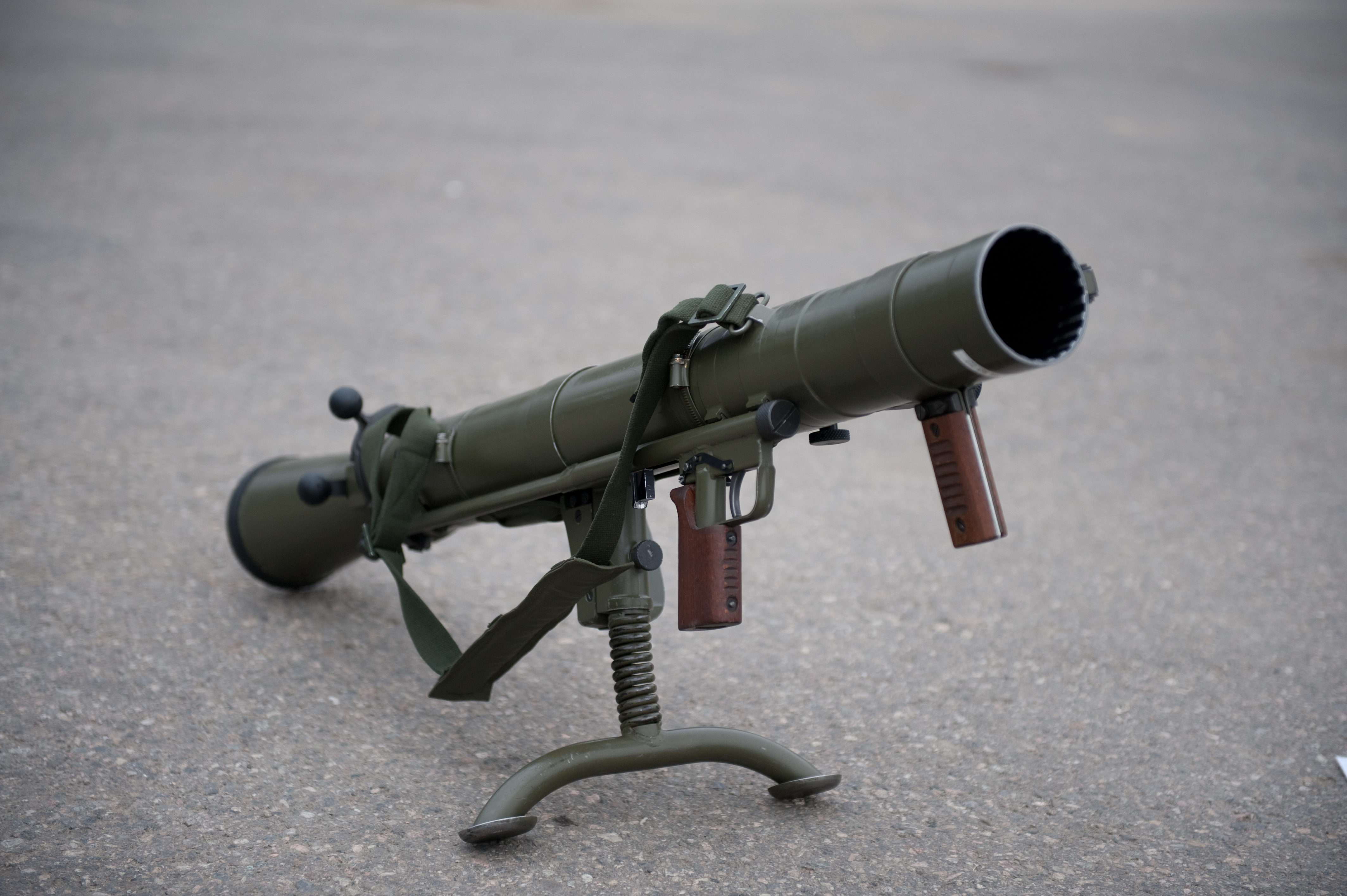
Ручний протитанковий гранатомет «Карл Густав» норвезької армії на експозиції. 2012

Основним засобом прицілювання на M2/M3/M4 Carl Gustaf є оптичний приціл з кратністю збільшення 2× або 3× і полем зору 17°, забезпечений пристроєм уведення поправок на боковий вітер і температуру повітря. Механічний приціл служить допоміжним[джерело?].
У листопаді 2021 року стало відомо, що компанії Saab і фінська Senop Oy співпрацюють над розробкою нового електрооптичного інтелектуального прицілу для роботи як зі звичайними боєприпасами, так і з програмованими боєприпасами, які незабаром з'являться. Комплекс розроблений для Carl-Gustaf M4, але він також підходить для одноразового гранатомета AT4.
Приціл складається з денної камери, тепловізора, далекоміра, балістичного калькулятора, датчиків навколишнього середовища (температура повітря та барометричного тиску) та інерційного вимірювального блоку. Пристрій важить 1,5 кг з батареями і кріпленням для зброї. У майбутньому, прицільний комплекс матиме алгоритми для самостійного виявлення рухомих об'єктів на полі бою.

## Номенклатура боєприпасів
- HE 448 — осколково-фугасний, представлений в липні 2021 року. Має прийти на заміну осколково-фугасному пострілу HE 441D/441D RS. Має електронний підривач з трьома режимами — при контакті з ціллю, або повітряний підрив на заданій відстані. На відміну від попередника, має 4200 готових сферичних уламків діаметром 3 мм із вольфраму замість 800 сталевих діаметром 6 мм кожен. Також зросла максимальна практична відстань до 1500 метрів[13].
- GCGM (англ. Guided Carl-Gustaf Munition) — демонстратор технологій спільної розробки компаній Saab та Raytheon, перспективний боєприпас з напівактивною системою наведення за лазерним променем, матиме максимальну дальність понад 2 км, придатний для пусків з малих приміщень[14].

## Бойове застосування

### Російсько-українська війна
Певна кількість гранатометів та пострілів до них були отримані Силами оборони України від союзників та активно застосовувались по всій лінії фронту.
Серед іншого, з гранатомета Carl Gustaf було знищено новітній російський танк Т-90М «Прорыв»: на початку травня під Старим Салтовом на Харківщини бійці окремої бригади територіальної оборони міста Харкова відбили контратаку російської ротно-тактичної групи. Російська група мала не менше трьох танків, сім бойових машин піхоти та декілька бронетранспортерів МТ-ЛБ.
Бронетехніка та танк були знищені з гранатометів. Танк був знищений бійцями ЗСУ Харківського 227 батальйону 127-ї бригади ТРО гранатометом «Carl Gustaf». Від ураження російського танка відбулася детонація боєкомплекту, яка зірвала башту. Однак, уважний перегляд фахівцями видання Defense Express поширеного відео показав, що найімовірніше вибух боєкомплекту стався внаслідок пострілу танком зі складу тієї ж російської групи, що знаходився позаду Т-90М. Можливо, танк було знерухомлено пострілом з Carl Gustaf, і росіяни не хотіли, аби він потрапив до рук українських військових. Тому цей зразок новітньої російської техніки було знищено.
Гранатомет отримав схвальні відгуки завдяки широкій номенклатурі боєприпасів до нього (протитанкових тандемних, осколково-фугасних, тощо), здатності вести прицільний вогонь на відстані до 600—700 метрів, вищій, в порівнянні РПГ-7, швидкості польоту гранати 230—255 м/с (завдяки цьому поліпшується точність та зростає відстань прямого пострілу). Також вкрай позитивною рисою гранатомета є його казенне заряджання, коли другий номер розрахунку бере на себе всі маніпуляції, а стрілець може при цьому не втрачати контроль над полем бою.
Серед недоліків було названо значну вагу отриманої моделі гранатомета — 14,5 кг.

## Оператори

### Дійсні

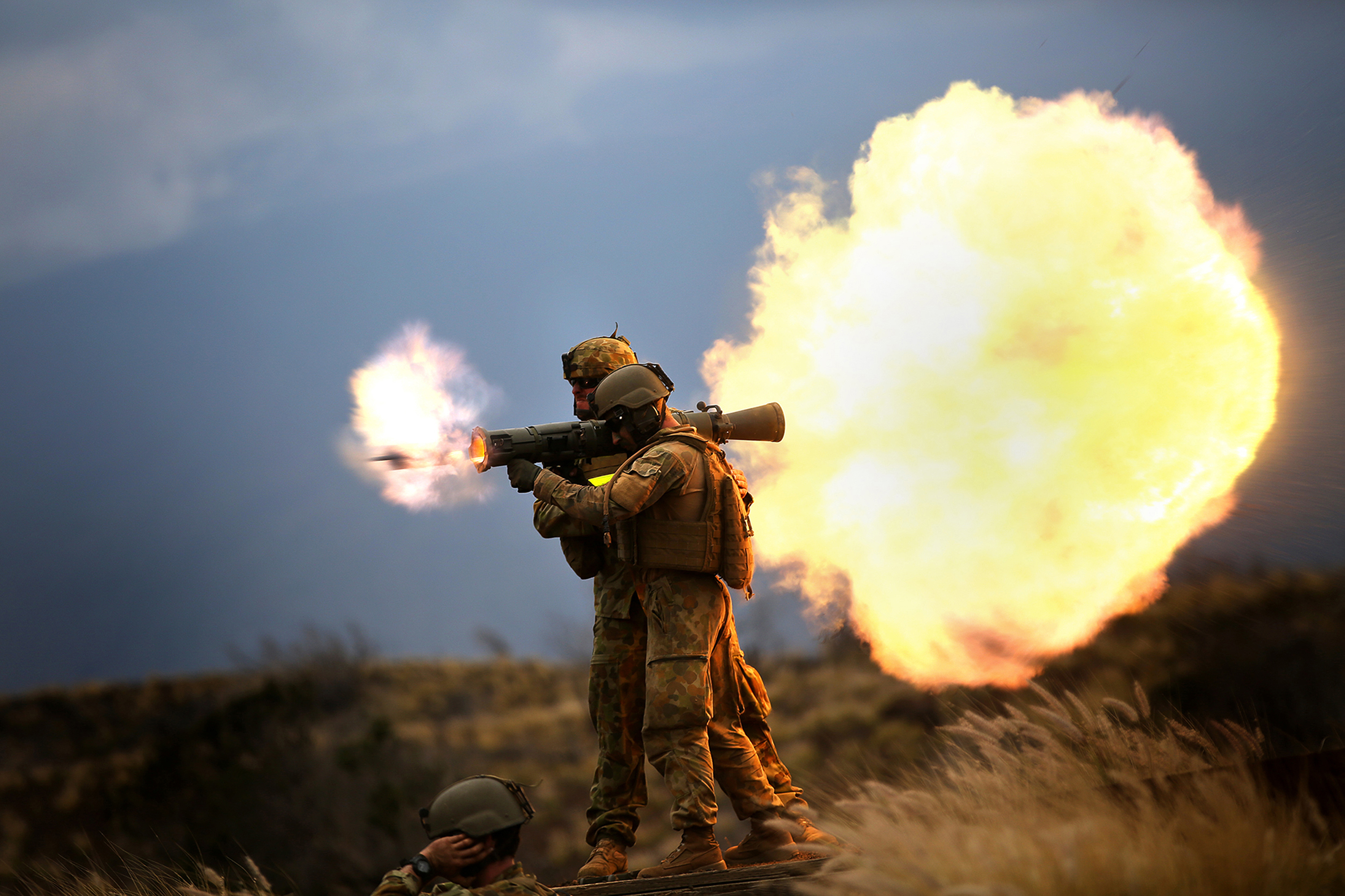
Солдати австралійської армії ведуть вогонь з гранатомета Carl Gustaf M3. 2014

- Австралія: M2 замінені на версію M3.[18] У 2020 році мають надійти варіанти М4[19].
- Австрія
- Бангладеш
- Бельгія
- Беліз[20]
- Ботсвана[20]

- Бразилія[20]
- Буркіна-Фасо[20]

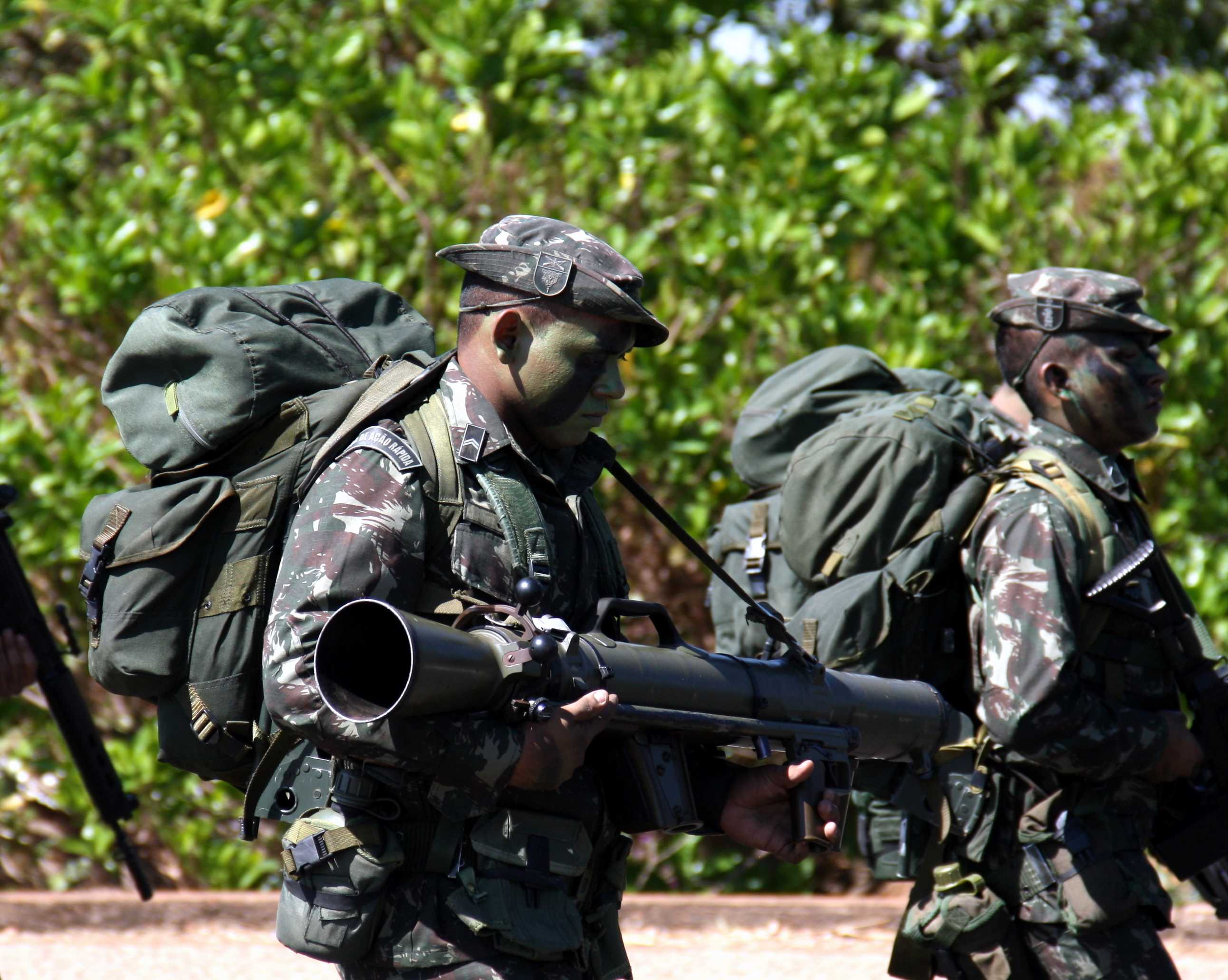
Підрозділ бразильських сухопутних військ під час проведення тренувань у веденні війни в джунглях з гранатометом Carl Gustaf M3.

- Велика Британія: Варіант M2 використовувався з 1970-х до 1990-х років[21].
- Данія:[20] M2 має назву M/79[22], M3 має назву M/85.[23] Зазвичай класифікується в армії як безвідкатна гармата (дан. dysekanon).
- Естонія: M2, M3,[24] M4[10].
- Німеччина
- Гана[20]
- Греція[25]
- Гондурас[20]
- Замбія[20]
- Індія:[20]модифікована версія гранатомета, розроблена Організацією оборонних досліджень і розробок, із застосуванням найсучасніших надлегких матеріалів також використовується армією Індії.[26]
- Індонезія: використовується підрозділами спеціальних операцій Kopaska і Kopassus.[27]
- Ірландія: спеціальні підрозділи Збройних сил Ірландії, у тому числі армійські рейнджери Ірландії (ARW).[20]
- Ізраїль[20]

- Канада[20]
- Кенія[20]
- Кувейт.[28]
- Латвія: M2, M3, M4[10]
- Лівія[20]
- Литва: M2, M3.[29][30]
- Малайзія[20]

Підрозділ Сухопутних військ Японії використовує ліцензійну версію гранатомета, випущену японською компанією Howa.

- М'янма: мається на озброєнні дивізійних рот важкої зброї для знищення бункерів, підтримки піхоти та вогневої підтримки при проведенні антипартизанських операцій.
- Нідерланди: варіант M2 перебуває на службі Королівської голландської армії з 1964 року під назвою Terugstootloze vuurmond (TLV) 84 mm, Carl Gustaf M-2[31]
- Нова Зеландія[20]
- Нігерія[20]
- Норвегія[20]
- Польща: використовується силами спеціальних операцій Польщі.[32]
- Україна: на тлі російського вторгнення в Україну 2022 року Канада оголосила про відправлення в Україну 100 одиниць гранатометів «Карл Густав» та 2 000 гранат для них.[33]
- Португалія[34][35]
- Сьєрра-Леоне[20]
- Словаччина: M3, у липні 2017 року почала надходити версія M4.[36][37]
- Швеція[20]
- Таїланд[20]
- ОАЕ[20]

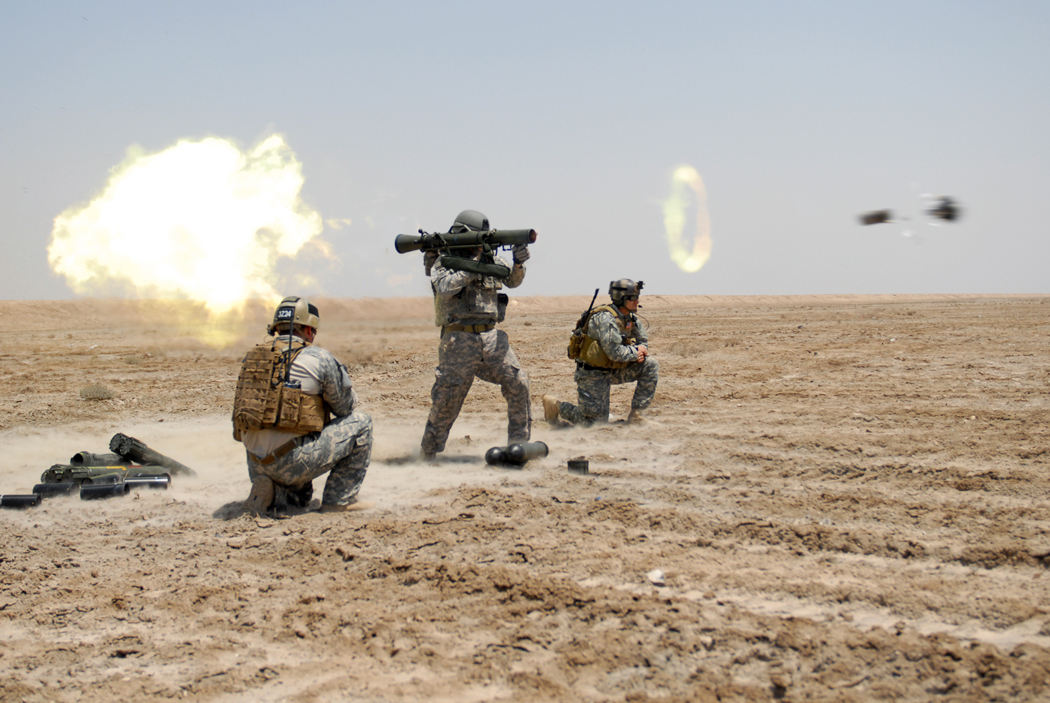
Оператори сил спеціальних операцій армії США проводять стрільбу з гранатомета «Карл Густав» на околиці Басри. 2009

- США: перебуває на озброєнні сил спеціальних операцій США, зокрема батальйонів рейнджерів[38] та деяких окремих піхотних підрозділів армії США під час війни в Афганістані.[39][40] У лютому 2014 року версія M3 MAAWS стала стандартною для підрозділів легкої піхоти армії США.[41][42] У 2018 році США оголосили про плани закупівлі останньої модифікації багатоцільового гранатомета Carl-Gustaf M4 зі зменшеною до 7 кг вагою.[10]
- Чехія[43]
- Венесуела
- Японія: M2 мають назву 84-мм безвідкатна гармата,[44] M3 має назву багатоцільова гармата.

### Естонія
У травні 2021 року Збройні сили Латвії та Естонії замовили шведській компанії Saab Dynamics AB поставку нового протитанкового гранатомета Carl Gustaf M4 на загальну суму приблизно 1,3 млн євро. Очікувалося, що нові гранатомети будуть поставлені до 2022 року.
У березні 2021 року компанія Saab отримала замовлення від естонської армії. Естонія мала закупити протитанкові гранатомети Carl Gustaf M4 і боєприпаси до них майже на 12 мільйонів доларів. Поставки мали здійснюватися протягом 2021—2022 років.
Зброю замовили в рамках угоди, підписаної Естонією та Латвією зі Шведською адміністрацією оборонних матеріалів (Försvarets materielverk, або FMV). Угода дає змогу Естонії замовляти гранатомети й боєприпаси протягом десяти років.
Естонія використовуватиме Carl Gustaf M4 паралельно з гранатометами модифікації М2, отриманими раніше зі Швеції та Норвегії.

### Литва
Литва має на озброєнні попередні версії гранатомета Carl-Gustaf, що використовуються з середини 90-х років.
На початку 2022 року стало відомо, що Збройні сили Литви приєднаються до тієї ж рамкової угоди по Carl-Gustaf, що й Швеція, Естонія та Латвія з придбання останньої на той час версії ручних гранатометів Carl-Gustaf M4 та пострілів до них.
У зв'язку з підписанням рамкової угоди Литовське агентство оборонних матеріалів розмістило перше замовлення на боєприпаси вартістю приблизно 150 мільйонів шведських крон.

### Норвегія
Сухопутні війська Норвегії мали на озброєні Carl-Gustaf M2 з початку 1970-тих років. Згодом арсенал було доповнено третьою версією — Carl-Gustaf M3. На початку 2021 року було підписано рамкову угоду на придбання Carl-Gustaf M4, супутнього обладнання і навчальних матеріалів протягом наступних 7 років.

### Україна
На тлі російського вторгнення в Україну 2022 року Канада оголосила про відправлення в Україну 100 одиниць гранатометів «Карл Густав» та 2 000 гранат для них.
У квітні 2022 року стало відомо, що Харківська територіальна оборона проходить навчання з використання даного гранатомета.
19 серпня 2022 року Президент Сполучених Штатів Джо Байден підписав новий, вже 19-й, пакет допомоги для надання Україні додаткового озброєння та військової техніки. Серед іншого 2000 протитанкових снарядів (боєприпаси до 84-мм пускових установок сімейства Garl Gustav).

### Швеція
У грудні 2021 року адміністрація оборонних закупівель замовила в компанії Saab фугасних пострілів нової моделі та електронних приладів налаштування до них на суму SEK 300 мільйон ($32 мільйона) та SEK 65 мільйонів ($7 мільйонів) відповідно.
Нова модель фугасних пострілів може отримувати налаштування від електронного пристрою управління, коли постріл уже заряджено в пускову трубу.

### Колишні оператори
- Сінгапур: «Карл Густав» замінений розробками MATADOR у 2013 році.[51]

### Окремі рухи
- Таміл-Ілам: використовувався Тиграми визволення Таміл-Іламу протягом Громадянської війни на Шрі-Ланці.[52]

## Галерея

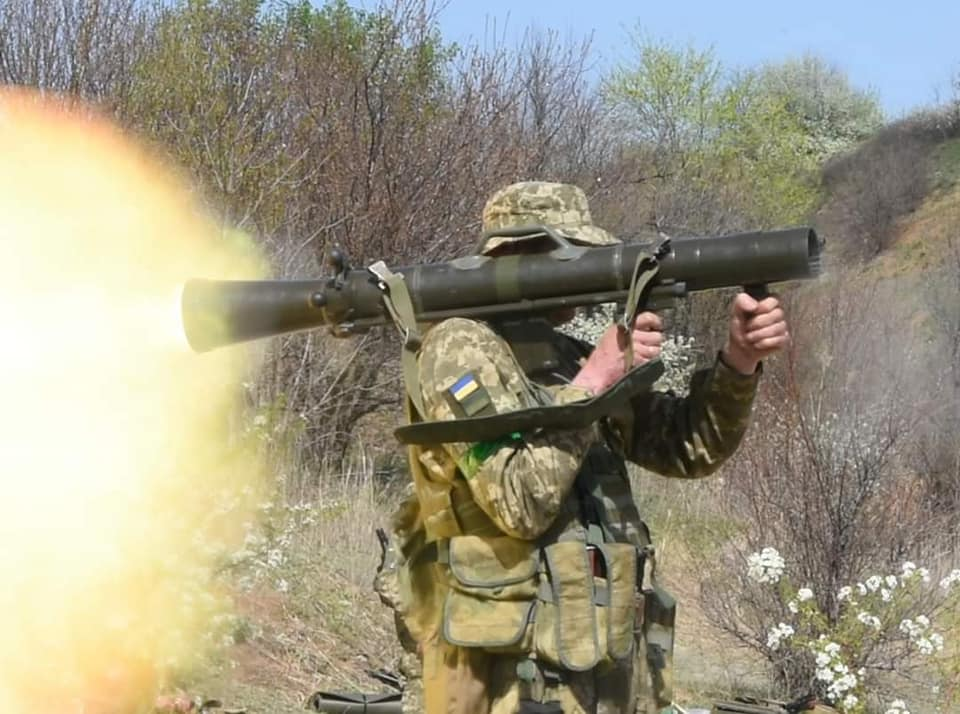
Солдат ЗСУ з гранатометом Carl Gustaf